# Shishanjiao
Shishanjiao (kinesiska: 石山脚, 石山脚乡) är en socken i Kina. Den ligger i provinsen Hunan, i den södra delen av landet, omkring 270 kilometer sydväst om provinshuvudstaden Changsha. Antalet invånare är 23967. Befolkningen består av 11 635 kvinnor och 12 332 män. Barn under 15 år utgör 15,0 %, vuxna 15-64 år 72 %, och äldre över 65 år 12,0 %.
Genomsnittlig årsnederbörd är 1 811 millimeter. Den regnigaste månaden är maj, med i genomsnitt 262 mm nederbörd, och den torraste är oktober, med 26 mm nederbörd.